# La bruja
Personnages
- Blanca, la sorcière (bruja) (mezzosoprano)
- Leonardo, laboureur (ténor)
- Rosalía (soprano légère)
- Tomillo, pâtre amoureux de Rosalía (ténor léger)
- Magdalena, marâtre de Leonardo et mère de Rosalía (contralto)
- l'Inquisiteur (basse)
- le Curé (basse)
- la Mère supérieure (contralto)
- Paysans, soldats et religieuses

La bruja (La sorcière) est une zarzuela en trois actes et cinq tableaux de Ruperto Chapí, sur un livret de Miguel Ramos Carrión et Vital Aza et créée au Teatro de la Zarzuela de Madrid, le 10 décembre 1887.
Il s'agit d'une zarzuela beaucoup plus proche de l'opéra que les propres opéras de l'auteur. On peut détacher: le magnifique prélude, la remarquable instrumentation dans les passages folkloriques (comme la passacaille et la Jota), ainsi que le talent dramatique de l'auteur.
Cette œuvre est rarement représentée aujourd'hui.

## Argument
L'action se déroule dans la Vallée de Roncal et à Pampelune, à la fin du règne de Charles II d'Espagne.

### Acte premier

#### Premier tableau
Dans la cuisine de la maison de Leonardo ; Tomillo, Magdalena et Rosalía commentent l'existence d'une sorcière dans la région. Quelques-uns y croient, d'autres doutent et tous écoutent le récit de Tomillo qui affirme avoir aidé la femme à traverser la rivière, action pour laquelle il a reçu un doublon d'or qu'il montre aux gens présents. Magdalena, connaissant l'intérêt réciproque que se portent Tomillo et Rosalía, indique au garçon qu'elle autorisera la noce quand il possèdera cent pièces comme celle qu'il vient de montrer.
Restent seuls Leonardo et Tomillo et l'hidalgo se confie au garçon : il est triste parce qu'il est amoureux d'une jeune qu'il a vue en train de se baigner dans la rivière, mais dont il n'a pu s'approcher ; la sorcière lui a assuré qu'elle sera son épouse. Leonardo sait qu'en jouant trois fois d'un cor de chasse, la sorcière devient visible prête à secourir la personne qui en a besoin. Tomillo souffle dans l'instrument et reçoit de la sorcière l'argent qui lui manque. Au même moment, la vieille raconte son histoire à Leonardo : c'est une jeune enchantée qui pourra seulement récupérer son apparence antérieure quand un homme aura réussi à obtenir pour elle la gloire et la fortune. Leonardo promet d'être celui qui la libèrera du sortilège. La noce de Tomillo de Rosalía est célébrée et durant la fête Leonardo annonce son départ vers l'Italie.

### Deuxième acte

#### Second tableau
Le temps a passé et sur la place du village, on célèbre une fête avec l'arrivée des pelotaris. Tomillo et Rosalia forment un couple heureux et prospère grâce à l'aide de la sorcière et ils ont eu beaucoup d'enfants, qu'ils mènent pour les présenter à la Vierge.
Durant la fête, arrive Leonardo, devenu capitaine des Tercios d'Italie ; il rencontre Tomillo et Rosalía, leur annonce qu'il va à la recherche de la sorcière pour la libérer du sortilège. Arrive au village l'Inquisiteur qui se propose de s'emparer de la sorcière. Leonardo court alerter Blanca.

#### Troisième tableau
Devant l'esplanade d'un château abandonné, arrive Leonardo, sonne du cor pour appeler la sorcière. Elle se présente et il lui raconte l'arrivée de l'inquisition pour l'arrêter ; celle-ci, au lieu de fuir, tranquillise Leonardo, le convainquant de ce qu'elle sera capable de se défendre seule.
Quand arrive l'Inquisiteur, la sorcière apparaît radiante de beauté et de splendeur, se présentant comme Blanca de Acevedo, fille du seigneur du château ; en dépit de quoi, elle se rend à la justice.

### Troisième acte

#### Quatrième tableau
Dans une salle basse de la citadelle de Pampelune, les soldats sont en train de boire et de rire. Doña Blanca a été enfermée dans un couvent en attendant qu'un prêtre « chasse les démons de son corps ».

#### Cinquième tableau
Dans le cloître du couvent, les élèves et les religieuses prient, attendant l'arrivée du père pour exorciser Doña Blanca et faisant des commentaires sur les démons qu'elle peut attirer. L'exorciste arrive –qui n'est autre que Leonardo– avec trois auxiliaires –Tomillo, Rosalía et Magdalena–. Les quatre préparent la fuite de la jeune à la surprise et la stupeur des religieuses.
L'œuvre se termine avec la nouvelle de la mort de Charles II El Hechizado (« l'Ensorcelé »), ce qui correspond au début de la disparition des superstitions en Espagne. C'est, tout au moins, ce qu'affirme Leonardo.

## Airs
- Prélude
- Premier acte
- Premier tableau
  - Chœur des fileuses: "Al amor de la lumbre"
  - Scène: "Basta de Vino y juego"
  - Romance moresque: "Pues señor este era un rey"
  - Scène, le Couvre-feu: "La triste queda ya sonó"
  - Trio de Tomillo, Rosalia et Magdalena: "¡Chito que ya mi madre da cabezadas!"
  - Chanson de Leonardo: "Noche oscura que me amedrentas"
  - Récit de Leonardo: "En una noche Plácida"
  - Quatuor Tomillo, Rosalía, Leonardo et la Sorcière: "¡Oh, ya está aquí!"
  - Duo de Leonardo et de la Sorcière: "Así, así te quiero yo"
  - Passacaille: "Señá Magdalena"
  - Scène: "No esteis en la calle"
  - Jota et Final du Premier Acte: "No estrañéis que se escapan"
- Second acte
- Second tableau
  - Scène et Récit de Tomillo: " Allí viene Tomillo"
  - Scène et chœur: "Ya presentó la Virgen"
  - Chœur des pelotaris: "En la plaza ya la gente grita"
  - Arieta de Leonardo: "Todo esta igual"
  - Scène et zortzico: "Al cabo los del pueblo salieron vencedores"
  - Chœur: "Marchemos todos sin mas dilación"
- Troisième tableau
  - Duo de Blanca et Leandro: "!Al fin llegué!"
  - Fin de l'Acte II: "Ese rumor, silencio."
- Troisième acte
- Quatrième tableau
  - Toast: "En tanto que la guerra nos deja descansar"
  - Rataplan du tambour: "Retírase el soldado"
- Cinquième tableau
  - Chœur des élèves: "Et nenos in ducas tentationem"
  - Duo de Leonardo et de la Sorcière avec chœur: "!Aquí está el padre exorcizador"
  - Scène: "Inquieto late el pecho mío"
  - Trio des sorcières: "¡La campana ha sonado!"
  - Final

## Sources
- (es) Cet article est partiellement ou en totalité issu de l’article de Wikipédia en espagnol intitulé « La bruja (zarzuela) » (voir la liste des auteurs).